# Volcán Sarychev
El volcán Sárychev (en ruso вулкан Са́рычева, y nombres variantes) es un estratovolcán que cubre casi la totalidad de la isla Matua, en las islas Kuriles en Rusia, el volcán lleva el nombre del  almirante Gavriil Sárychev de la Armada Imperial Rusa, el volcán ha entrado en erupción en los años 1760, 1805, 1879, 1923, 1927, 1928, 1930, 1932, 1946, 1954, 1960, 1965, 1976, 1986, 1989, el más reciente fue el 12 de junio de 2009, en ese momento pudo ser fotografiado por los astronautas de la Estación Espacial Internacional.

## Imágenes

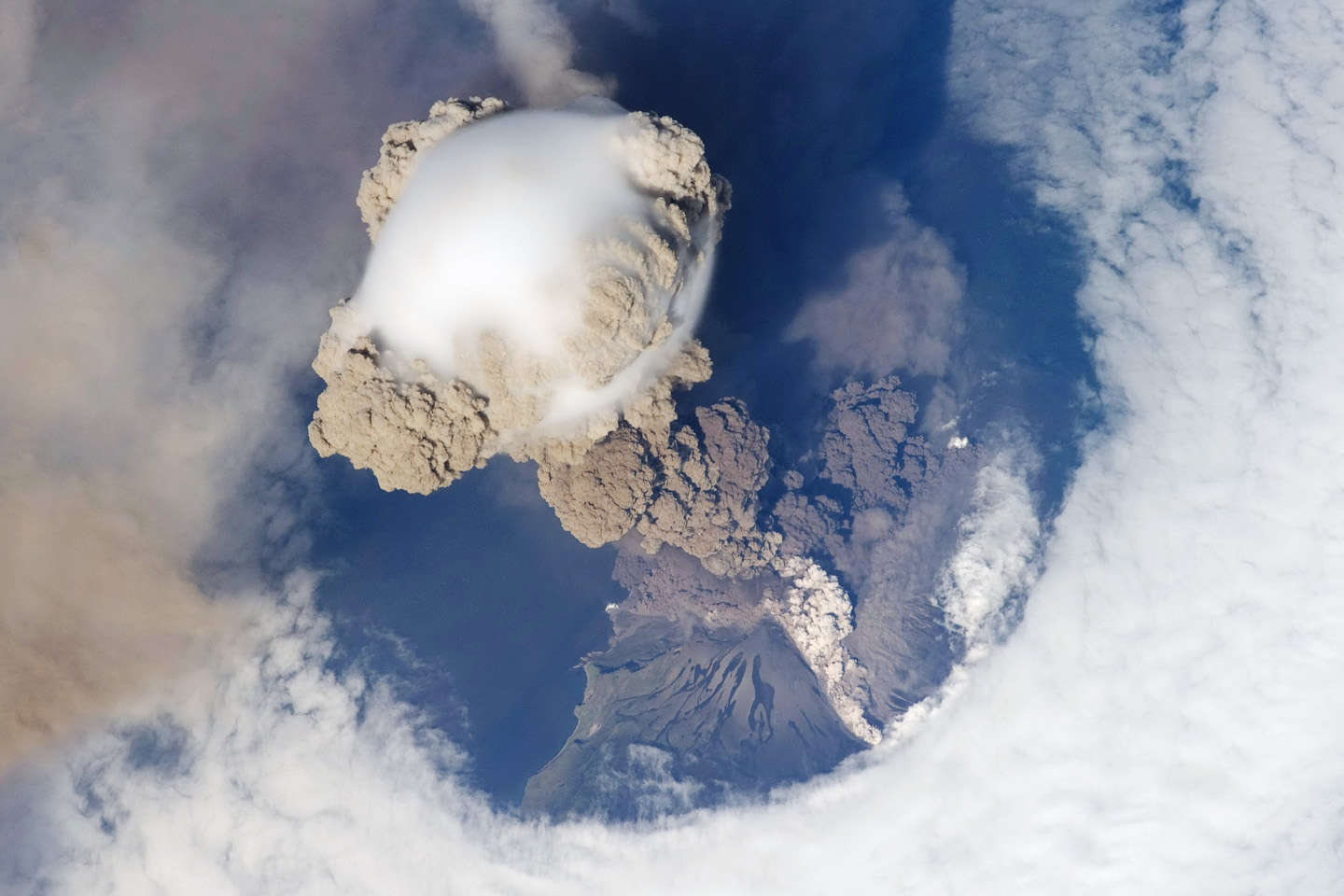
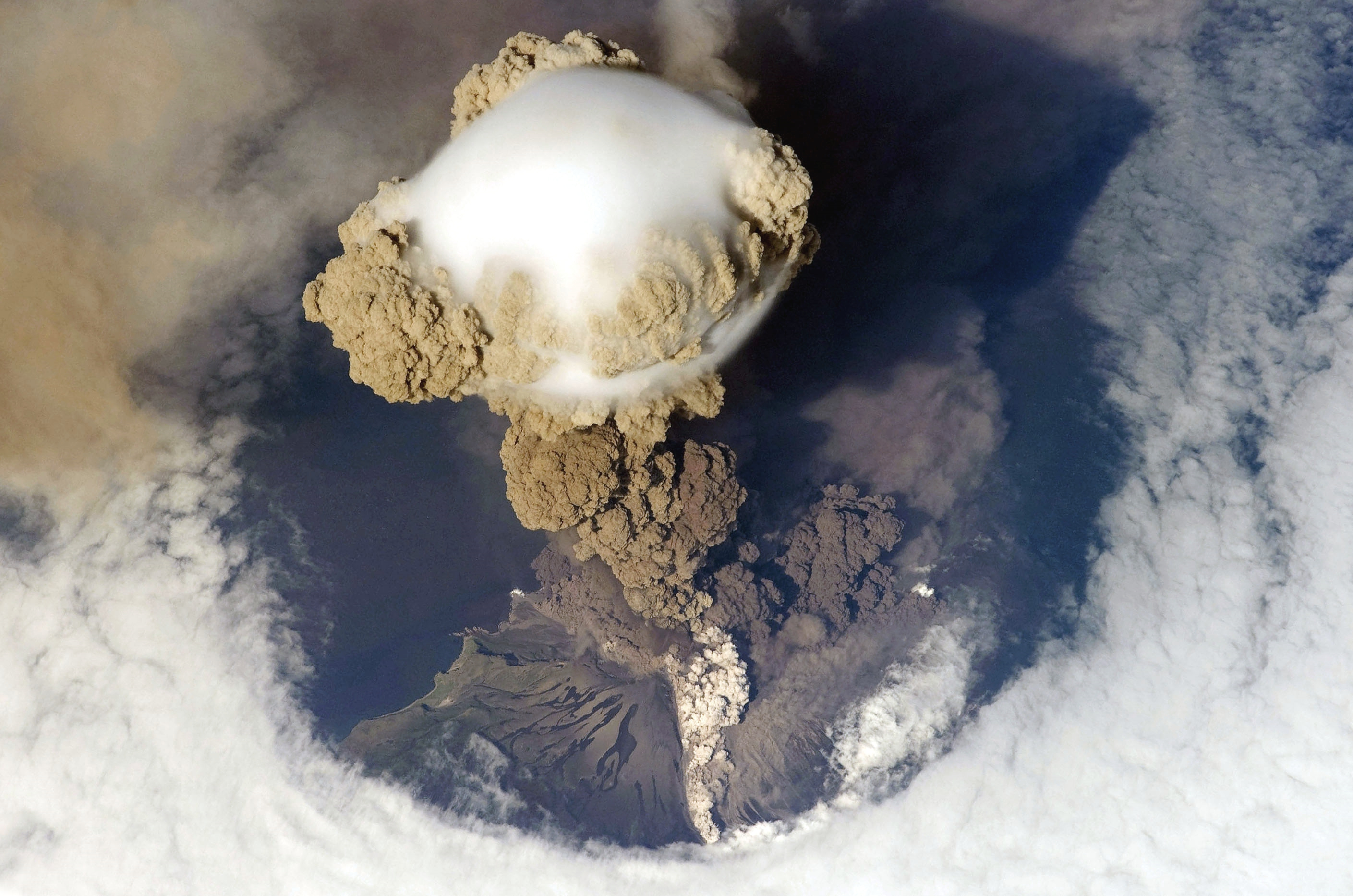
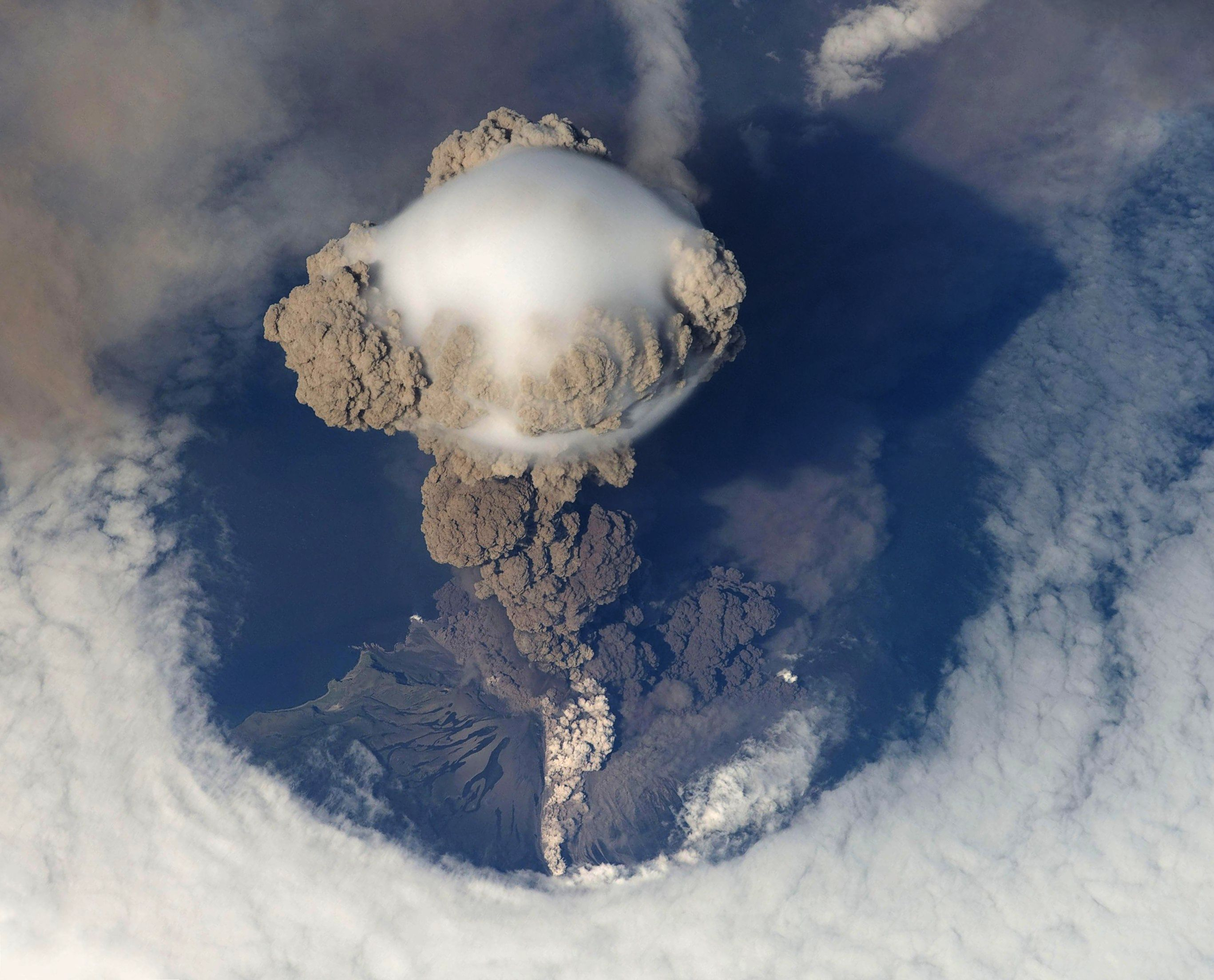